# Live at the Budokan (álbum de Bryan Adams)
Live at the Budokan es un álbum en vivo del músico canadiense Bryan Adams, grabado en vivo desde el Nippon Budokan el 15 y 16 de junio del 2000 en Tokio, Japón. Adams fue acompañado por miembros de la banda Keith Scott en la guitarra y Mickey Curry en la batería.
El álbum contiene un DVD del concierto y un CD con quince de las canciones grabadas en el show.

## Lista de canciones en CD
| N.º | Título                                                                              | Escritor(es)          | Duración |  |
| 1.  | «How Do Ya Feel Tonight»                                                            | Adams, Thornalley     | 1:29     |  |
| 2.  | «Can't Stop This Thing We Started»                                                  | Adams, Lange          | 3:53     |  |
| 3.  | «Summer of '69»                                                                     | Adams, Vallance       | 4:16     |  |
| 4.  | «Fits Ya Good»                                                                      | Adams, Vallance       | 3:54     |  |
| 5.  | «(Everything I Do) I Do It for You»                                                 | Adams, Lange, Kamen   | 4:10     |  |
| 6.  | «Cuts Like a Knife»                                                                 | Adams, Vallance       | 6:30     |  |
| 7.  | «When You're Gone ft. Melanie C»                                                    | Adams, Kennedy        | 3:39     |  |
| 8.  | «Have You Ever Really Loved a Woman?»                                               | Adams, Lange, Kamen   | 4:51     |  |
| 9.  | «Getaway»                                                                           | Adams, Peters         | 4:05     |  |
| 10. | «Blues Jam: If Ya Wanna Be Bad - Ya Gotta Be Good / Let's Make A Night To Remember» | Adams, Lange, Peters  | 4:19     |  |
| 11. | «Cloud Number Nine»                                                                 | Adams, Martin, Peters | 3:59     |  |
| 12. | «You're Still Beautiful To Me»                                                      | Adams, Lange          | 4:23     |  |
| 13. | «Run to You»                                                                        | Adams, Vallance       | 5:25     |  |
| 14. | «Please Forgive Me»                                                                 | Adams, Lange          | 2:13     |  |
| 15. | «The Best Of Me»                                                                    | Adams, Lange          | 4:30     |  |

## Lista de canciones en DVD
| N.º | Título                                                                              | Escritor(es)          | Duración |  |
| 1.  | «How Do Ya Feel Tonight»                                                            | Adams, Thornalley     |          |  |
| 2.  | «Back To You»                                                                       | Adams, Kennedy        |          |  |
| 3.  | «18 til I Die»                                                                      | Adams, Lange          |          |  |
| 4.  | «Can't Stop This Thing We Started»                                                  | Adams, Lange          |          |  |
| 5.  | «Summer of '69»                                                                     | Adams, Vallance       |          |  |
| 6.  | «It's Only Love»                                                                    | Adams, Vallance       |          |  |
| 7.  | «(Everything I Do) I Do It for You»                                                 | Adams, Lange, Kamen   |          |  |
| 8.  | «Getaway»                                                                           | Adams, Peters         |          |  |
| 9.  | «Cuts Like a Knife»                                                                 | Adams, Vallance       |          |  |
| 10. | «When You're Gone ft. Melanie C»                                                    | Adams, Kennedy        |          |  |
| 11. | «Have You Ever Really Loved a Woman?»                                               | Adams, Lange, Kamen   |          |  |
| 12. | «Into the Fire»                                                                     | Adams, Vallance       |          |  |
| 13. | «Remember»                                                                          | Adams, Vallance       |          |  |
| 14. | «I'm Ready»                                                                         | Adams, Vallance       |          |  |
| 15. | «Heaven»                                                                            | Adams, Vallance       |          |  |
| 16. | «Blues Jam: If Ya Wanna Be Bad - Ya Gotta Be Good / Let's Make a Night to Remember» | Adams, Lange, Peters  |          |  |
| 17. | «The Only Thing That Looks Good on Me Is You»                                       | Adams, Lange          |          |  |
| 18. | «Cloud Number Nine»                                                                 | Adams, Martin, Peters |          |  |
| 19. | «Somebody»                                                                          | Adams, Vallance       |          |  |
| 20. | «Run to You»                                                                        | Adams, Vallance       |          |  |
| 21. | «Please Forgive Me»                                                                 | Adams, Lange          |          |  |
| 22. | «The Best Of Me»                                                                    | Adams, Lange          |          |  |

Extras (Canciones Adicionales)

| N.º | Título                         | Escritor(es)    | Duración |  |
| 1.  | «Fits Ya Good»                 | Adams, Vallance |          |  |
| 2.  | «I Don't Wanna Live Forever»   | Adams, Peters   |          |  |
| 3.  | «Before The Night Is Over»     | Adams, Martin   |          |  |
| 4.  | «You're Still Beautiful To Me» | Adams, Lange    |          |  |

## Créditos
- Mezcla de audio por: Bob Clearmountain
- Montaje de audio: Chris Potter
- Productores Ejecutivos: Katsuhito Itagaki, Akitoshi Asazuma
- Director: Kiyoshi Iwasawa
- Gerente de Producción: Matt Minagawa
- Asistente de Dirección: Mika Ikeda
- Director Técnico: Kazuo Hibi
- Switcher: Shigeo Shinjo
- Cámara: Motohiro Nakajima (jefe), Hironobu Mizuta, Katsunori Yokochi, junio Iwasaka, Akihito Kajiura, Hiroki Oshima, Hiroshi Nishimura
- Audio: Jun Ishikawa (jefe), Norishige Nojiri, Eri Kartsube, Tomohiro Izumi
- Ingeniero de vídeo: Takeshi Terado (jefe), Koji Kuroda, Takuya Hashiba, Hideki Takahashi,
- Editor de Video: Masahumi Ushiroebisu
- Mánager de DVD : Jeff Fura (UME)